# Paul Gerhardt
Paul Gerhardt, född 12 mars 1607 i Gräfenhainichen vid Wittenberg, död 27 maj 1676 i Lübben var en tysk luthersk teolog. Han är framförallt känd som en av de mest spridda lutherska psalmdiktarna och författade bland annat den tyska originaltexten till I denna ljuva sommartid.

## Biografi
Gerhardt föddes som borgmästarson i den lilla staden Gräfenhainichen. Som 15-åring blev han elev i Grimma, i en f.d. klosterskola. År 1627 kom Gerhardt till Wittenberg och lärde känna Martin Opitz idéer om diktkonst. Efter tiden i Wittenberg återvände han hem som privatlärare. När Trettioåriga kriget drabbade bygden flydde Gerhardt till Berlin och fortsatte där som privatlärare. I Berlin träffade han Johann Crüger, kantor i Nikolaikyrkan, och skrev de flesta av sina psalmer. Oscar Lövgren skriver: "Vid sidan av Luther är han den evangeliska kristenhetens främsta psalmdiktare med sin förening av enkelhet, innerlighet och folklighet." 
Först vid 44 års ålder blev Gerhardt präst och fick sin första tjänstgöring i Mittenwalde. Här gifte han sig 1655 med Anna Maria Barthold. År 1657 blev Gerhardt diakon i Nikolaikyrkan i Berlin, men blev inblandad i striden mellan reformerta och lutheraner och avsattes år 1666 från sin tjänst. Då återgick Gerhardt under några år till att vara privatlärare, men blev slutligen kyrkoherde (ärkediakon) i Lübben i Spreewald utanför Berlin.
Gerhardt avled i en ålder av 69 år. Han är begravd i Lübben, i den kyrka som efter honom döptes om till Paul-Gerhardt-Kirche, i en krypta under altaret på gammalt allmänkyrkligt sätt.

## Minnesmärken

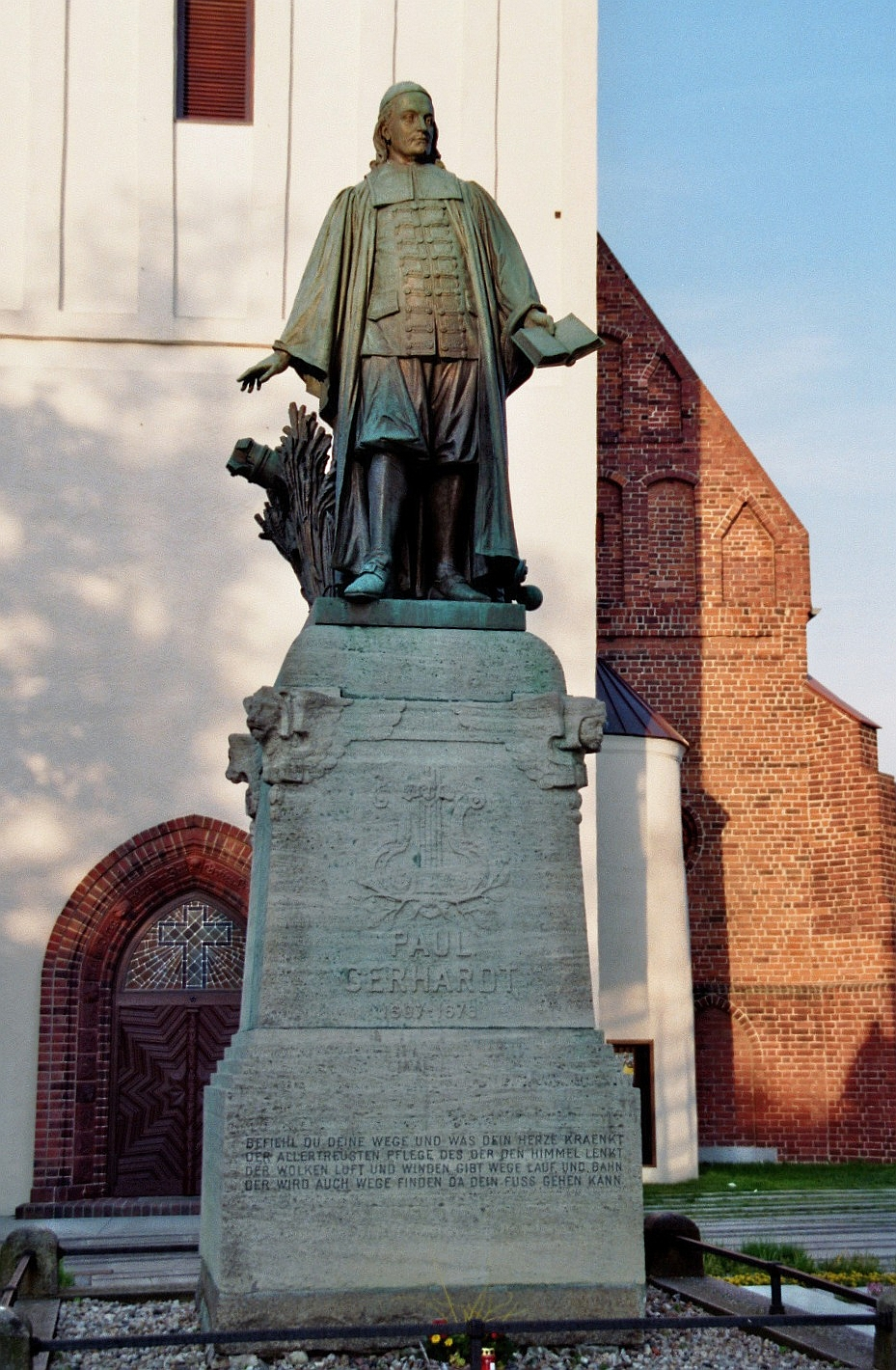
Paul Gerhardt-minnesmärket vid Lübbens kyrka

I Lübbens Paul Gerhardt-kyrka finns en minnestavla med texten: Theologus in cribro Satanae versatus. Framför kyrkan står en staty av Gerhardt.
Gerhardts födelsestad Gräfenhainichen har ett kapell och ett hus som bär hans namn, med ett minnesmärke vid Paul-Gerhardt-Haus. 
I Wittenberg bär en gata och en stiftelse hans namn. 
Utanför Mittenwaldes Sankt Moritz-kyrka finns en staty av Gerhardt, och i närheten finns även en utställning om hans tid i Mittenwalde på det lokala stadsmuseet.
Nikolaikyrkan i Berlin har sedan 1957 en minnestavla över Gerhardt; en ny tavla sattes upp 1999 som även nämner kantorn och medarbetaren Johann Crüger.
Asteroiden 14372 Paulgerhardt är uppkallad efter honom.

## Översättningar till andra språk
Han finns representerad i danska Psalmebog for Kirke og Hjem,  engelska The Church Hymn book 1872 och i  de svenska psalmböckerna sedan 1695 års fram till 1986 års psalmbok. Av psalmböckernas register framgår att i 1819 års psalmbok med Nya psalmer 1921 finns han representerad med tolv verk (nr 91, 136, 192, 389, 429, 442, 518, 520, 524, 595, 627 och 643) och i 1986 års psalmbok med sju originalverk (nr 24, 186, 200, 241, 439, 541 och 553) och en översättning (nr 144).
I The Church Hymn book 1872 finns han representerad med tre till engelska översatta psalmer Holy Ghost! dispel our sadness (nr 80), diktad 1653 och först översatt av John Christian Jacobi 1725 och senare den publicerade versionen av Augustus M. Toplady 1776, O sacred head, now wounded, (O Haupt voll Blut und Wunden) (nr 439) diktad 1656 i översättning av James Waddel Alexander 1849 samt Jesus! thy boundless love to me (O Jesu Christ, mein schöntes Licht) översatt av John Wesley 1739 (nr 775).

## Psalmer
- Bort med tanken, sorgsna hjärta (1695 nr 243, 1986 241) skriven 1647 Finns på Wikisource.
- Den som frisker är och sund (1695 nr 319)
- Det går ett tyst och tåligt lamm (1921 nr 518, 1986 nr 439) skriven 1647
- Ditt huvud, Jesu, böjes (1819 och 1937 nr 91), översattes 1793 av Samuel Ödmann Finns på Wikisource.
- Helge Ande, hjärtats nöje (1695 nr 184, 1937 nr 136) skriven 1653
- I denna ljuva sommartid (1921 nr 643, 1986 nr 200) original ("Geh' aus, mein Herz, und suche Freud") tryckt år 1653 Finns på Wikisource.
- Ingen herde kan så leta, tre verser ur psalmen Bort med tanken, sorgsna hjärta. (Svensk Söndagsskolsångbok 1908 nr 13, nr 187 i Svenska Missionsförbundets sångbok 1920). Översatt av Petrus Brask.
- Johannes såg så klar en syn (1921 nr 524)
- Med tacksam röst och tacksam själ (1921 nr 627, 1986 nr 24) original tryckt år 1653
- Nu vilar hela jorden (1695 nr 375, 1986 nr 186) tryckt eller skriven år 1647 Finns på Wikisource.
- O huvud, blodigt, sårat (1921 nr 520, 1986 nr 144) översatt 1656 från original av Arnulf av Löwen Finns på Wikisource.
- Vak upp, min själ, giv ära (1695 nr 359, 1937 nr 429) skriven 1647
- Vänd nu om, ni sorgsna sinnen (1695 nr 294, 1937 nr 156) skriven 1656
- Är Gud i himlen för mig (1921 nr 595, 1986 nr 553) - liknar Nils Frykmans senare psalm Framåt, det går igenom